# Teratophthalma axilla
Teratophthalma axilla är en fjärilsart som beskrevs av Druce 1904. Teratophthalma axilla ingår i släktet Teratophthalma och familjen Riodinidae. Inga underarter finns listade i Catalogue of Life.